# Miraleria cymothoe
Miraleria cymothoe är en fjärilsart som beskrevs av William Chapman Hewitson 1854. Miraleria cymothoe ingår i släktet Miraleria och familjen praktfjärilar. Inga underarter finns listade i Catalogue of Life.